# 지커 X
지커 X(영어: Zeekr X, 중국어 간체자: 极氪X, 병음: Jíkè X)는 지리 자동차의 프리미엄 브랜드인 지커에서 생산 중인 배터리식 호화 소형 크로스오버 SUV이다. 이 차량은 지커의 세 번째 양산형 차량으로, 2023년 4월에 출시되었다.

## 개요
지커 X의 양산형 모델은 2023년 4월 12일에 공개되었다. 중국에서는 단일 모터 후륜구동 또는 듀얼 모터 사륜구동 구동계를 갖춘 세 가지 트림 레벨로 출시되었다. 두 가지 트림은 5인승 구성과 결합된 듀얼 모터 설정 또는 프리미엄 4인승 구성과 결합된 싱글 모터 설정으로 제공된다.

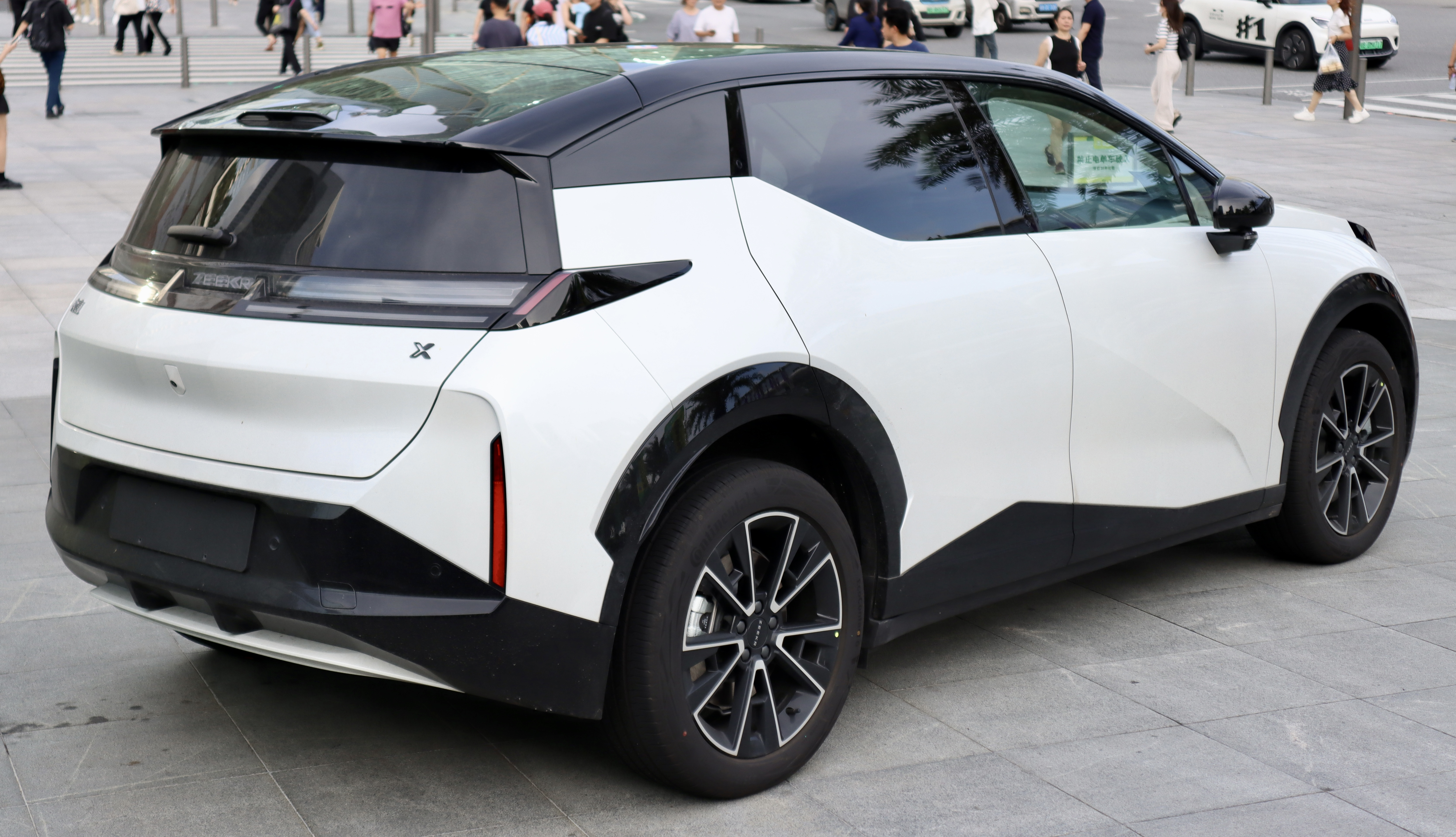
후면
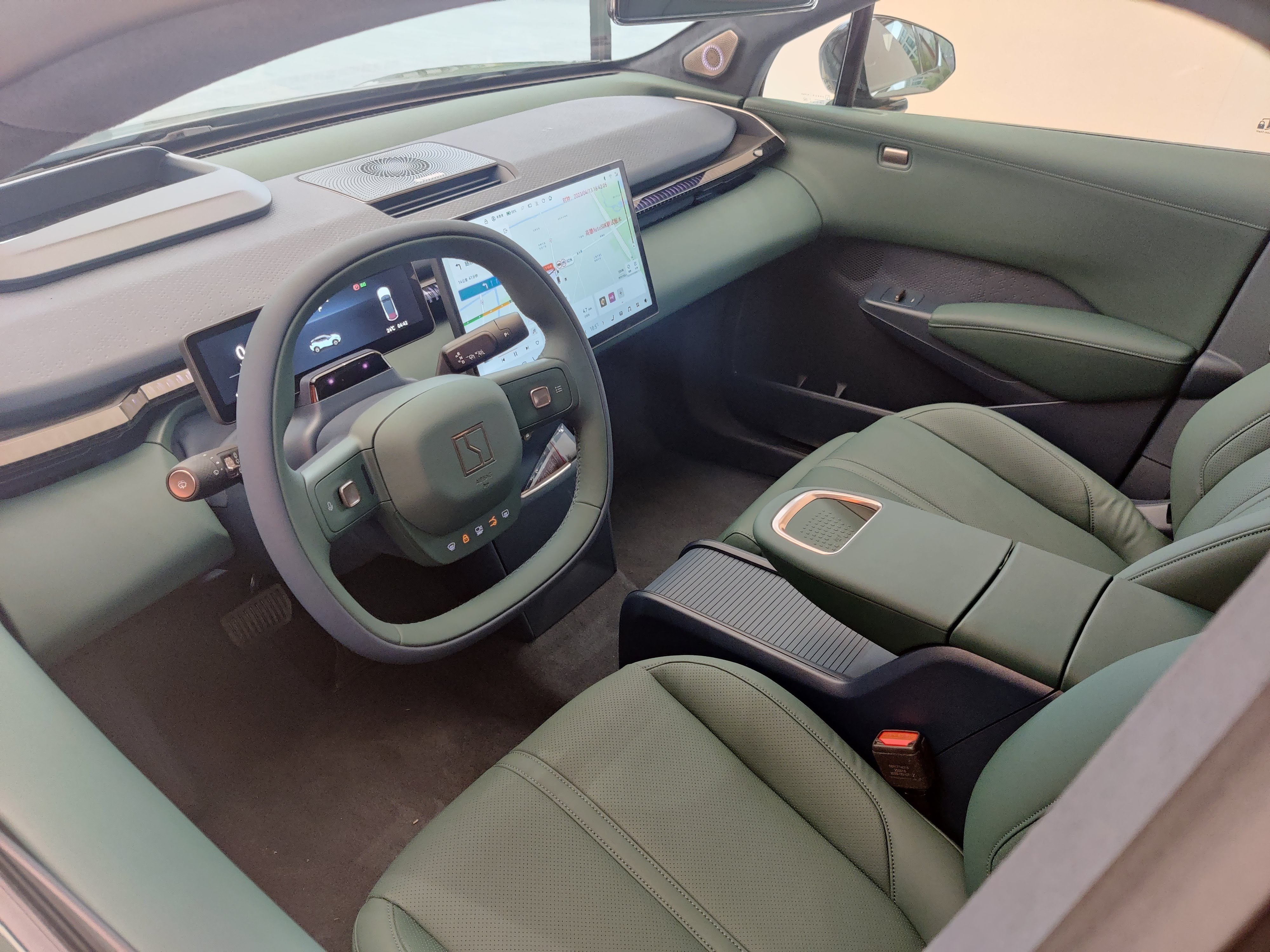
내부

## 판매량
| 년도   | 중국   |
| ------ | ------ |
| 2023년 | 22,372 |
| 2024년 | 13,316 |